# Circuito Brasileiro de Voleibol de Praia Masculino Sub-21 de 2019
O Circuito Brasileiro de Voleibol de Praia Sub-21 de 2019, também chamado de Circuito Banco do Brasil de Vôlei de Praia Sub-21, foi a décima sétima edição da principal competição nacional de Vôlei de Praia na categoria Sub-21 na variante masculina, iniciada em 14 de março de 2019.

## Resultados

### Circuito Sub-21
| Evento                                                                   | Ouro                        | Prata                          | Bronze                         | Quarto lugar                    |
| 1ª Etapa Natal, Rio Grande do Norte 14 a 17 de março de 2019.            | André Danilo Matheus Filipe | Eduardo Micael Gabriel Zuliani | Lucas Coelho João Pedro        | Gabriel Pisco Gabriel Montysuma |
| 2ª Etapa Maringá, Paraná 28 a 31 de julho de 2019.                       | Renato Andrew Rafael Andrew | André Danilo Matheus Filipe    | Eduardo Micael Gabriel Zuliani | Lucas Coelho João Pedro         |
| 3ª Etapa Vila Velha, Espírito Santo (estado) 7 a 10 de setembro de 2019. | Renato Andrew Rafael Andrew | Lucas Coelho João Pedro        | Eduardo Micael Rafael Carvalho | André Danilo Matheus Filipe     |
| 4ª Etapa Manaus, Amazonas 3 a 6 de outubro de 2019.                      | Renato Andrew Rafael Andrew | André Danilo Matheus Filipe    | Eduardo Micael Gabriel Zuliani | Johann Dohmann Lucas Lippi      |